# 부푼 행성
부푼 행성(Puffy planet, fluffy planet)은 밀도가 0.5 g/cm³이하인 외계 가스 행성들을 부르는 말이다. 이들은 어머니 항성을 매우 가까운 거리에서 공전하고 있으며, 항성으로부터 강한 열에너지를 받는 동시에, 내부열 또한 크다. 이처럼 내적, 외적인 열 때문에 부푼 행성의 대기층은 열팽창 상태에 있다.
통과법을 사용하여 발견된 부푼 행성은 지금까지 총 세 개(HAT-P-1b, COROT-Exo-1b, TrES-4)가 있다. 시선속도법을 이용하여 발견된 '뜨거운 목성'들 중에도 부푼 행성으로 분류할 수 있는 천체들이 있을 것이다.
행성의 질량에 따라 부푼 행성의 제원도 영향을 받는다. 목성보다 질량이 큰(2배 이상) 행성의 경우 자체 중력으로 인해 대기가 부풀어 오르는 것을 막기 때문에 부푼 행성이 될 수 없다. 반면 목성 질량의 2배 이하 행성들은 자신들 근처에 행성체를 묶어 둘 정도로 무겁지 않다면, 부푼 행성이 될 수 있다.

## 참고 문헌
- Puffy 'cork' planet would float on water
- Puffy Planet discovered: It's largest world outside our solar system